# Lista najwyższych budynków w Kuwejcie
To jest lista najwyższych budynków w Kuwejcie:

## Lista najwyższych budynków
| Miejsce | Nazwa                               | Wysokość (w metrach) | Kondygnacje | Miasto | Użytkowanie | Ukończono |
| ------- | ----------------------------------- | -------------------- | ----------- | ------ | ----------- | --------- |
| 1       | Al Hamra Tower                      | 413                  | 77          | Kuwejt | Komercyjne  | 2011      |
| 2       | Arraya Tower                        | 300                  | 56          | Kuwejt | Komercyjne  | 2009      |
| 3       | United Tower                        | 240                  | 60          | Kuwejt | Mieszane    | 2011      |
| 3       | Crystal Tower                       | 240                  | 52          | Kuwejt | Komercyjne  | 2014      |
| 3       | Central Bank of Kuwait              | 240                  | 42          | Kuwejt | Komercyjne  | 2016      |
| 6       | Al-Waqf Tower                       | 218                  | 50          | Kuwejt | Komercyjne  | 2009      |
| 7       | Kuwait Trade Center                 | 214                  | 45          | Kuwejt | Komercyjne  | 2009      |
| 8       | Abdul Aziz Al Babtain Cultural WAQF | 189                  | 42          | Kuwejt | Komercyjne  | 2010      |
| 9       | Business Town Tower 5               | 184                  | 39          | Kuwejt | Komercyjne  | 2011      |
| 10      | Baitak Tower                        | 177                  | 40          | Kuwejt | Komercyjne  | 2007      |
| 11      | Dar Al Awadi Tower                  | 171                  | 35          | Kuwejt | Komercyjne  | 2005      |
| 12      | Panasonic Tower                     | 167                  | 34          | Kuwejt | Komercyjne  | 2009      |
| 13      | Kuwait Business Town Tower 1        | 161                  | 40          | Kuwejt | Komercyjne  | 2010      |
| 14      | Al Jawhara Tower                    | 160                  | 32          | Kuwejt | Komercyjne  | 2008      |
| 15      | Al Jon Tower                        | 160                  | 40          | Kuwejt | Komercyjne  | 2008      |

## Lista najwyższych budynków w budowie
| Miejsce | Nazwa                                    | Wysokość (w metrach) | Kondygnacje | Miasto | Użytkowanie | Rok ukończenia |
| ------- | ---------------------------------------- | -------------------- | ----------- | ------ | ----------- | -------------- |
| 1       | Gate of Kuwait                           | 330                  | 80          | Kuwejt | Mieszane    | 20??           |
| 2       | NBK Tower                                | 300                  | 70          | Kuwejt | Komercyjne  | 2018           |
| 6       | Kuwait Investment Authority Headquarters | 220                  | 50          | Kuwejt | Komercyjne  | 2017           |
| 4       | Burj Alshaya                             | 205                  | 45          | Kuwejt | Komercyjne  | 2017           |
| 7       | 25th February Tower                      | 170                  | 32          | Kuwejt | Komercyjne  | 20??           |
| 8       | 26th February Tower                      | 170                  | 32          | Kuwejt | Komercyjne  | 20??           |